# Osmia dakotensis
Osmia dakotensis là một loài Hymenoptera trong họ Megachilidae. Loài này được Michener mô tả khoa học năm 1937.